# 전북지방우정청
전북지방우정청(全北地方郵政廳, Jeonbuk Regional Communications Office)은 우정사업본부의 소속기관이다. 2011년 5월 30일 발족하였으며, 전북특별자치도 전주시 완산구 서원로 99에 위치한다. 청장은 고위공무원단 나등급에 속하는 일반직공무원으로 보한다. 전주우체국과 청사를 공유한다.

## 직무
- 우편물의 접수·운송 및 배달
- 우체국예금·우체국보험 등 우체국금융사업

## 연혁
- 1971년 4월 2일: 광주지방체신청으로부터 전라북도를 관할구역으로 이관받아 체신부 소속으로 전주지방체신청을 설치.[2]
- 1979년 8월 1일: 전라감염5길 20으로 청사 이전.
- 1979년 9월 7일: 전북지방체신청으로 개편.[3]
- 1980년 11월 30일: 전주시 중앙동으로 청사 이전.
- 1981년 12월 1일: 전라감영5길 20으로 청사 이전.
- 1991년 11월 28일: 백제대로 714로 청사 이전.
- 1994년 12월 23일: 정보통신부 소속으로 변경.[4]
- 2000년 7월 1일: 우정사업본부 소속으로 변경.[5]
- 2009년 12월 7일: 현 청사로 이전.
- 2011년 5월 30일: 전북지방우정청으로 개편.[6]

## 조직

### 청장
- 감사관실[7]

우정사업국
- 우정계획과[7]
- 우편영업과[7]
- 우편물류과[7]
- 예금영업과[7]
- 보험영업과[7]

사업지원국
- 운영지원과[7]
- 인력계획과[7]
- 회계정보과[7]

### 소속기관
| 우체국명     | 사진 | 주소                                              | 비고                        |
| ------------ | ---- | ------------------------------------------------- | --------------------------- |
| 고창우체국   |      | 전북특별자치도 고창군 고창읍 월곡1길 7            | 해당 아래의 관할우체국 있음 |
| 군산우체국   |      | 전북특별자치도 군산시 우체통거리1길 20 군산우체국 |                             |
| 김제우체국   |      | 전북특별자치도김제시 중앙로 85                    |                             |
| 남원우체국   |      | 전북특별자치도 남원시 광한북로 66                 |                             |
| 동전주우체국 |      | 전북특별자치도 전주시 덕진구 백제대로 714         |                             |
| 무주우체국   |      | 전북특별자치도 무주군 무주읍 주계로 100           |                             |
| 부안우체국   |      | 전북특별자치도 부안군 부안읍 석정로 192           |                             |
| 순창우체국   |      | 전북특별자치도 순창군 순창읍 장류로 342           |                             |
| 완주우체국   |      | 전북특별자치도 완주군 삼례읍 삼봉로 19            |                             |
| 익산우체국   |      | 전북특별자치도 익산시 배산로 171                  |                             |
| 임실우체국   |      | 전북특별자치도 임실군 임실읍 봉황8길 27           |                             |
| 장수우체국   |      | 전북특별자치도 장수군 장수읍 싸리재로5            |                             |
| 전주우체국   |      | 전북특별자치도 전주시 완산구 서원로 99            | 전북지방우정청과 청사 공유  |
| 정읍우체국   |      | 전북특별자치도 정읍시 중앙로 119                  |                             |
| 진안우체국   |      | 전북특별자치도 진안군 진안읍 진무로 1114          |                             |

### 우편집중국
| 우체국명       | 사진 | 주소                                     | 비고 |
| -------------- | ---- | ---------------------------------------- | ---- |
| 전주우편집중국 |      | 전북특별자치도 완주군 봉동읍 둔산3로 102 |      |